# بيل باريت (لاعب كرة قاعدة أمريكي)
بيل باريت (بالإنجليزية: Bill Barrett)‏ هو لاعب كرة قاعدة أمريكي، ولد في 1854 في بالتيمور في الولايات المتحدة، وتوفي في 1927.

## وصلات خارجية
- بيل باريت على موقعبيزبول رفرنس.كوم (الدوري الرئيسي) (الإنجليزية)
- بيل باريت على موقع جمعية أبحاث البيسبول الأمريكية (الإنجليزية)